# Lawrence County, South Dakota
Lawrence County är ett administrativt område i delstaten South Dakota, USA, med 24 097 invånare. Den administrativa huvudorten (county seat) är Deadwood. 

## Geografi
Enligt United States Census Bureau så har countyt en total area på 2 073 km². 2 072 km² av den arean är land och 1 km² är vatten. 

### Angränsande countyn
- Butte County, South Dakota - nord
- Meade County, South Dakota - öst
- Pennington County, South Dakota - syd
- Weston County, Wyoming - sydväst
- Crook County, Wyoming - väst